# John Terwilliger
John Richard Terwilliger (* 14. Dezember 1957 in Albuquerque) ist ein ehemaliger Ruderer aus den Vereinigten Staaten. Er war mit dem Achter Olympiazweiter 1984 und Weltmeisterschaftsdritter 1986.

## Karriere
Der 1,95 m große John Terwilliger studierte und ruderte an der Seattle Pacific University. Bei den Weltmeisterschaften 1979 belegte er den achten Platz im Vierer ohne Steuermann. 1980 verpasste er wegen des Olympiaboykotts die Teilnahme an den Olympischen Spielen in Moskau. Bei den Weltmeisterschaften 1982 in Luzern erreichte Terwilliger mit dem Achter den vierten Platz hinter den Booten aus Neuseeland, der DDR und der Sowjetunion. Im Jahr darauf belegte der Achter den siebten Platz bei den Weltmeisterschaften 1983 in Duisburg. 
Von den sechs erstplatzierten Booten von 1983 waren die Weltmeister aus Neuseeland, die drittplatzierten Australier und die fünftplatzierten Franzosen auch bei den Olympischen Spielen 1984 in Los Angeles am Start, die Boote aus der DDR, der UdSSR und der Tschechoslowakei fehlten wegen des Olympiaboykotts. Der US-Achter in der Besetzung Walter Lubsen, Andrew Sudduth, John Terwilliger, Christopher Penny, Thomas Darling, Fred Borchelt, Charles Clapp, Bruce Ibbetson und Steuermann Robert Jaugstetter gewann in Los Angeles seinen Vorlauf, den anderen Vorlauf gewannen die Neuseeländer. Im Finale siegten die Kanadier mit vier Zehntelsekunden Vorsprung vor dem Boot aus den Vereinigten Staaten und den Australiern, die Neuseeländer erreichten nur den vierten Platz.
Zwei Jahre später saßen aus dem Achter von 1984 noch Terwilliger und Sudduth in dem Achter, der in der Besetzung Jonathan Kissick, John Smith, Thomas Kiefer, David Krmpotich, John Terwilliger, Edward Ives, Kevin Still, Andrew Sudduth und Steuermann Mark Zembsch bei den Weltmeisterschaften in Nottingham Bronze gewann hinter den Australiern und dem Boot aus der UdSSR. Terwilliger gehörte auch zum siegreichen Achter bei den Goodwill Games 1986. 1987 belegte Terwilliger zusammen mit John Walters und Mark Zembsch den fünften Platz im Zweier mit Steuermann bei den Weltmeisterschaften in Kopenhagen. Bei den Olympischen Spielen 1988 ruderte Terwilliger im Vierer mit Steuermann, der in der Besetzung Terwilliger, Chris Huntington, Thomas Darling, John Walters und Mark Zembsch den fünften Platz belegte.
Nach seiner Karriere wurde Terwilliger Makler in der Gegend um San Diego.